# 施米特 (科赫姆-采尔县)
施米特是德国莱茵兰-普法尔茨州的一个市镇。总面积2.71平方公里，总人口133人，其中男性69人，女性64人（2011年12月31日），人口密度49人/平方公里。